# 西宮辰幸
西宮 辰幸（にしみや たつゆき、1936年10月23日 - ）は、福岡県出身のプロゴルファー。

## 来歴
福岡市立和白中学校卒業後の20歳からゴルフを始め、1963年にプロ入りする。
1967年の西日本オープンでは柳田勝司と共に上田鉄弘・藤井義将・細石憲二を抑えるも、アマチュアの中部銀次郎、平野勝之に次ぐ3位タイに終わる。
1973年の産報クラシックでは初日を吉川一雄・田中文雄・金井清一・佐藤精一・川上実・川田時志春と共に68の6位タイでスタートし、1978年の阿蘇ナショナルパークオープンでは高井吉春・中島弘二・今井昌雪と並んでの8位タイに入った。
シニア転向後の1987年には日本プロシニアで戸川一郎・謝永郁（中華民国）と並んでの4位タイ、1988年には関西プロシニア5位、飛騨高山シニアカップでは石井朝夫・小川貞雄と並んでの10位タイに入った。
1989年には第一生命カップ7位タイに入り、九州オープンを最後にレギュラーツアーから引退。
1992年にはマルマンシニアで宮本省三と並んでの6位タイに入った。